# 茅河镇
茅河镇，原为茅河乡，是中华人民共和国四川省雅安市名山区下辖的一个乡镇级行政单位。2019年12月，撤销茅河乡，设立茅河镇，以原茅河乡和原联江乡凉水村、续元村、孙道村、合江村所属行政区域为茅河镇的行政区域。

## 行政区划
茅河镇下辖以下地区：
茅河村、白鹤村、临溪村、龙兴村、香水村和万山村。